# Ippolito de' Medici
Ippolito de' Medici (n. 1511 – d. 10 august 1535) a fost singurul fiu (nelegitim) al lui Giuliano de' Medici.
Ippolito s-a născut în Urbino. Tatăl său a murit când el avea doar cinci ani (1516) și a fost, ulterior, crescut de unchiul său, Papa Leon al X-lea si de verișorul său, Giulio.
Când Giulio a fost ales Papa Clement al VII-lea, Ippolito a condus Florența. După asediul din Florența (1529 - 1530) Clement l-a favorizat pe Alessandro, nepotul său nelegitim, și l-a făcut pe Ippolito primul Arhiepiscop de Avignon apoi l-a coborât la rangul de Cardinal (1529), trimițându-l ca delegat papal în Ungaria, unde și-a arătat talentul său pentru militărie.
A avut o legătură amoroasă cu Giulia Gonzaga, Contesa de Fondi. A iubit-o pe Caterina de' Medici însă nu s-au căsătorit niciodată. Atunci când a fost trimis în Ungaria, cei doi nu au avut permisiunea să se vadă. Unele teorii sugerează că Papa Clement l-a făcut Cardinal pentru a-i păstra pe cei doi iubiți departe unul de altul.
În 1535, a acționat ca Ambasador al Florenței pentru Împăratul Carol al V-lea. Ippolito a murit de malarie la Itri, în sudul Lazioului, deși au existat zvonuri că acesta a fost otrăvit de Alessandro.
1. ↑  Catholic-Hierarchy.org, accesat în 16 octombrie 2020